# Eupithecia chesiata
Eupithecia chesiata är en fjärilsart som beskrevs av Karl Dietze 1903. Eupithecia chesiata ingår i släktet Eupithecia och familjen mätare. Inga underarter finns listade i Catalogue of Life.